# ミゲル・ミラモン
ミゲル・グレホリオ・デ・ラ・ルス・アテノヘス・ミラモン・イ・タレロ（Miguel Gregorio de la Luz Atenógenes Miramón y Tarelo、1832年9月29日 – 1867年6月19日）は、メキシコの保守派の軍人。『1857年憲法』を制定したイグナシオ・コモンフォルト政権が保守派による政変で打倒されたときに、自由主義派の『1857年憲法』による暫定大統領のベニート・フアレスに対抗して暫定大統領を務めた。第2次メキシコ帝国では元帥としてトマス・メヒアとともに皇帝マクシミリアンのために戦い、1867年6月19日にで軍事裁判で国家反逆罪の有罪判決を言い渡され、マクシミリアンとメヒアとともに銃殺刑となった。

## 人物
ミラモンはメキシコシティでフランス系移民の家族に生まれた。米墨戦争の間チャプルテペクの戦いの際に15歳の彼は投獄された。10代の終わりから20代のはじめに、彼は個人的なカリスマと、兵士としての適性とゲリラ戦術陸軍で有名になり、比較的急速に昇進した。   
彼は忠実な保守的な、王制、貴族制、ローマ・カトリック教会の特権の支持者であった。
カトリック教会は立憲軍に対抗する彼の軍に資金的な援助をした。

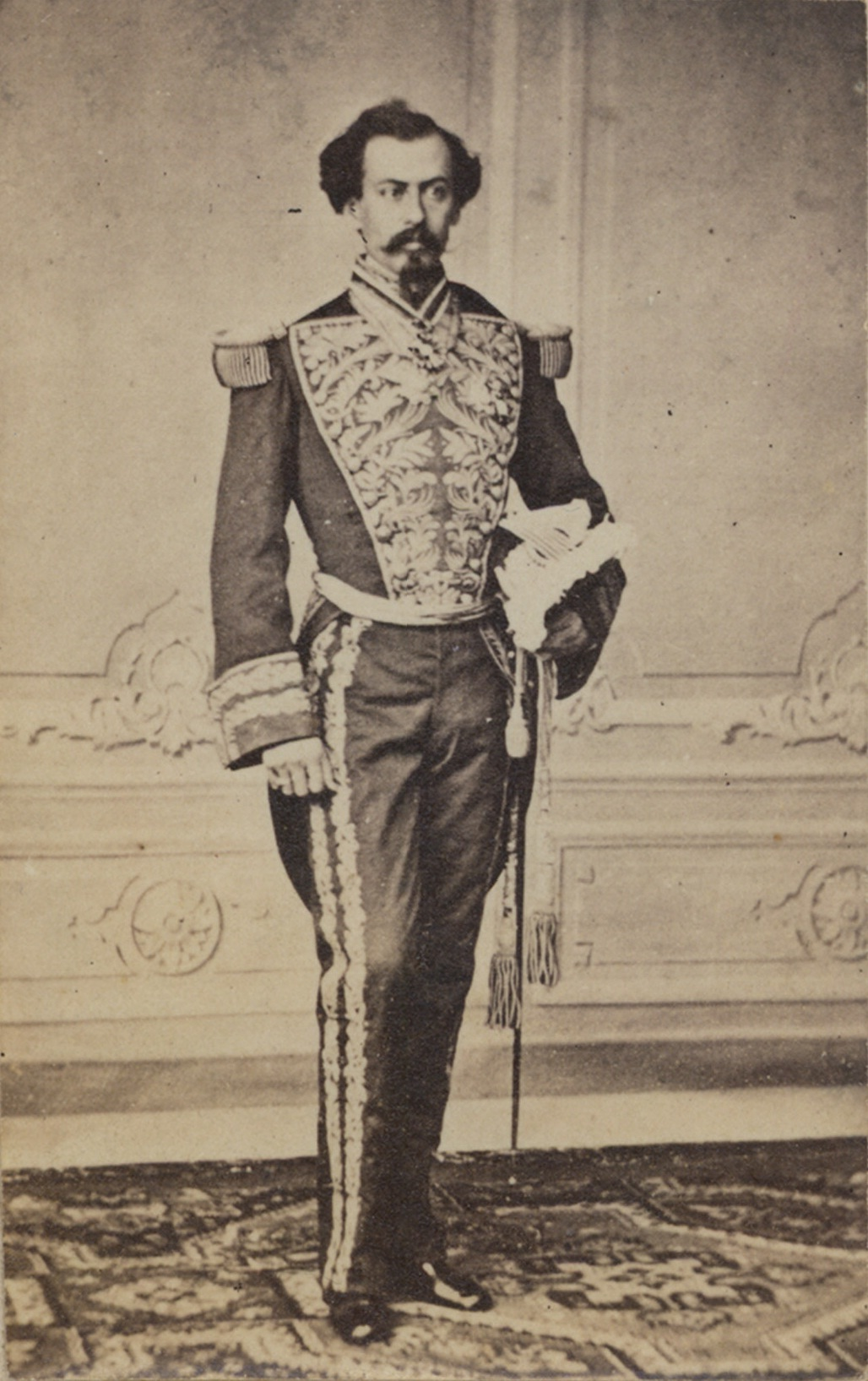
メキシコ帝国の武官の礼服を纏ったミラモン。

### レフォルマ戦争
レフォルマ戦争の間、彼は中央低地で『1857年憲法』を無視してクーデターを起こした反動的軍事政権の側について戦った。大統領は軍事政権内の派閥が競い、議会が任命した。ミラモンの派閥は最終的に勝利し、1860年2月2日に30歳にもならないうちに彼は大統領とみなされた。しかし、ミラモンであろうが他であろうが軍事政権の大統領はベニート・フアレス率いる立憲軍には承認されず、アメリカ合衆国もこれを承認せずにフアレス政権を承認した。
1859年4月11日にミラモンは立憲軍の捕虜のみならず、負傷した彼らに手当てをした医師と多数の市民をミラモン政権から首都を奪還しようとする立憲軍のシンパとみなして処刑したことで、人々に恨まれた。この虐殺のさらなる結果として、立憲軍のデゴリャード将軍は反立憲軍は捕縛と同時に射殺するように命令をだした。 
1860年8月12日から15日の間、彼は大統領職をホセ・イグナシオ・パボン（w:José Ignacio Pavón）に譲った。いくつかの資料によれば、彼はメキシコシティ警察を使用してイギリス総領事館を襲撃し(who was actively supporting the liberals)し、60万ペソの軍資金を調達したという。 
彼は12月22日にケレタロ州のサン・フアン・デル・リオ（w:San Juan del Río）で ヘスス・ゴンサレス・オルテガ（Jesús González Ortega）将軍の軍に敗れるまでどう猛に戦い続けた。 辞任から二日後に彼はヨーロッパに逃亡した。

### 第2次メキシコ帝国
フランスでは、彼はナポレオン3世とメキシコの王党派とマクシミリアン大公との間の交渉には関与しなかった。
メキシコ帰国後、メキシコ皇帝に即位したマクシミリアンによって彼は帝国陸軍大元帥に任命され、軍略を学ぶためにベルリンに派遣された。 
1866年に帰国すると、彼は共和国軍から帝国を守るための軍を組織した。
1867年2月19日、彼はケレタロに皇帝に対する包囲をはねつけるために進軍した。彼は歩兵を担当し、トマス・メヒアが騎兵を担当した。 
3か月後、彼の進言により、皇帝は降伏した。彼は戦闘中に重傷を負っていた。
6月19日、3人全員は国家反逆罪でベニート・フアレス大統領によって銃殺刑に処された。処刑はケレタロ郊外の「鐘の丘」で執行された。

## 参照
1. ↑  “Miguel Miramon (president of Mexico) - Britannica Online Encyclopedia”.   Britannica.com. 2012年7月6日閲覧。
2. ↑   History of Mexico: 1824-1861 - Hubert Howe Bancroft, William Nemos, Thomas Savage, Joseph Joshua Peatfield - Google Books. Books.google.com 2012年7月6日閲覧。
3. ↑   History of Mexico: 1824-1861 - Hubert Howe Bancroft, William Nemos, Thomas Savage, Joseph Joshua Peatfield - Google Books. Books.google.com 2012年7月6日閲覧。